# Ochthebius opacipennis
Ochthebius opacipennis är en skalbaggsart som beskrevs av Champion 1920. Ochthebius opacipennis ingår i släktet Ochthebius och familjen vattenbrynsbaggar. Inga underarter finns listade i Catalogue of Life.